# 酵熱似海梅介
酵熱似海梅介（学名：Parahermanites feria）为半花介科似海梅介屬下的一个种。